# Бронхит
Бронхит (лат. bronchitis, от бронх + -itis — воспаление) — заболевание нижних дыхательных путей, характеризующееся воспалением слизистой оболочки бронхов — хрящевых труб, идущих от трахеи к лёгочным альвеолам. Воспаление может затрагивать всё бронхиальное дерево или его часть. В отличие от пневмонии, не затрагивает альвеолы. Симптомами бронхита являются кашель и выделение мокроты, на фоне которых могут возникнуть гиперреактивность бронхов, хрипы и затруднённое дыхание в виде одышки. По длительности заболевания бронхит делят на острый и хронический, при этом обострения хронического бронхита являются отличным от острого бронхита заболеванием. Является одной из частых причин обращения за медицинской помощью.
Острый бронхит является распространённым заболеванием, в большинстве случаев его причиной является инфекция, например вирусная или бактериальная, однако чаще всего доступно только симптоматическое лечение, а употребление антибиотиков не требуется, если только не подтверждена бактериальная этиология. Поскольку острый бронхит по большей части вызывается вирусами, заболевание чаще всего является заразным. Заболевание обычно возникает в зимние месяцы и ассоциируется с респираторными вирусами. Кашель и выделение мокроты в случае острого бронхита обычно длятся от 1 до 3 недель, в большинстве случаев заболевание проходит само по себе без какого-либо лечения. Существуют также различные средства для облегчения кашля, однако из-за малого количества клинических исследований неизвестно, лучше ли они плацебо или нет.
Хронический бронхит является более серьёзным заболеванием, а его основной причиной среди населения является курение сигарет, однако он может возникнуть и при воздействии на лёгкие других факторов, таких как загрязнённый воздух или токсические газы на рабочем месте. Хронический бронхит отличается от острого своей этиологией, патофизиологией и методами лечения, а также, в противоположность острому, имеет тенденцию прогрессирования со временем. Хронический бронхит является более знакомой и наиболее распространённой формой хронической обструктивной болезни лёгких (ХОБЛ), сам же термин «хронический бронхит» для описания данного заболевания уже не используется в пользу диагноза ХОБЛ. Хронический бронхит часто бывает вторичным по отношению к ХОБЛ. Наиболее важным лечебным мероприятием является бросание курения. Против хронического бронхита не существует излечивающих средств, фармакологическое же лечение нацелено на облегчение дыхания и симптомов, а также на замедление прогрессирования заболевания.
Неосложнённый хронический бронхит проявляется в виде кашля без каких-либо физиологических следов обструкции. В некоторых случаях при бронхите развивается закупорка бронхов из-за отека слизистой оболочки, такой бронхит носит название обструктивного. Лечение бронхита зависит от провоцирующего фактора, типа течения и формы заболевания.

## Общие сведения
В норме раздражители, мелкие частицы и микробы при дыхании фильтруются в носу и горле, а за очистку нижних дыхательных путей отвечает кашлевый рефлекс. В результате слизистая оболочка внутренней поверхности бронхов обычно хорошо защищена. Однако при определённых обстоятельствах раздражители могут попадать в воздухоносные пути и вызывать воспалительные процессы в них. Воспаление может быть вызвано инфекцией, а также физическими или химическими раздражителями, в результате чего возникает заболевание, называемое острым бронхитом. Если заболевание носит затяжной характер или регулярно возникает повторно, то такое заболевание называется хроническим. Хронический бронхит часто приводит к необратимым повреждениям лёгких, а его основной причиной является курение табака (более 90 % случаев). При этом хронический бронхит, связанный с курением, часто сопровождается эмфиземой лёгких, а к повышенной смертности приводят не кашель и гиперсекреция слизистых выделений, а обструкции дыхательных путей, которые могут сопровождать хронический бронхит. И для острого, и для хронического бронхита факторами риска являются курение, астма и наличие аллергий.

## Классификация
Воспаление бронхов является составной частью многих заболеваний. По длительности бронхит делят на острый, подострый и хронический. По типу воспалительного процесса — на нейтрофильный, эозинофильный, лимфоцитарный и нейрогенный, может быть и сочетание разных типов воспаления, например, острый вирусный бронхит может быть одновременно лимфоцитарным и нейтрофильным. Также есть отдельные клинические синдромы бронхита, к которым относятся острый бронхит, ларинготрахеобронхит, затяжной бактериальный бронхит и аспирационный бронхит.
По части возможного нейрогенного воспаления, приводящего к хроническому кашлю, пока есть предположения, что активация тучных клеток в случае хронического кашля может быть проявлением нейрогенного воспаления, однако эти предположения должны быть проверены исследованиями.

## Симптомы
Симптомы могут включать в себя:
- кашель;
- выделение мокроты, которая может быть прозрачной, белого, желтовато-серого или зелёного цветов, редко с прожилками крови;
- усталость;
- одышку;
- лёгкую лихорадку (повышение температуры) и озноб;
- дискомфорт в груди.

Наиболее значимым симптомом является кашель. В начале заболевания он может быть непродуктивным, однако позднее начинается выделение мокроты. На более поздних стадиях заболевания мокрота может быть гнойной. При вовлечении в воспалительный процесс трахеи за грудиной могут быть жгучие боли во время дыхания и болезненные ощущения при кашле. Острый бронхит также часто сопровождается симптомами заболевания верхних дыхательных путей, но отличается от инфекции верхних дыхательных путей наличием продуктивного кашля и хрипов.
Одышка больше свойственна хроническому бронхиту, чем острому. Тахипноэ, одышка и тахикардия при остром бронхите могут указывать на возможную пневмонию.

## Острый бронхит
Острый бронхит можно определить как заболевание, которое проходит само по себе, с кашлем, сопровождающимся выделением мокроты и длящимся не более 3-х недель. В случаях, когда кашель длится более 3-х недель следует рассматривать другие возможные диагнозы, например, постинфекционный кашель. Термин «острый бронхит» обычно используют для обозначения острой респираторной инфекции, которая проявляется преимущественно кашлем с выделением мокроты или даже без неё, без признаков пневмонии (на рентгеновских снимках должны отсутствовать инфильтраты).

### Этиология
В большинстве случаев причиной острого бронхита являются вирусы, вызывающие инфекции нижних дыхательных путей, среди которых вирусы гриппа A и B, парагрипп, респираторно-синцитиальный вирус, метапневмовирус человека, а также вирусы, вызывающие инфекцию верхних дыхательных путей, к которым относятся риновирусы, аденовирусы и коронавирусы, основными возбудителями же являются вирусы гриппа. Бактерии в качестве причины острого бронхита встречаются намного реже, известны случаи бронхита из-за Chlamydophila pneumoniae, коклюшной палочки (Bordetella pertussis) в случае привитых людей и Mycoplasma pneumoniae. При этом крайне мало свидетельств того, что бронхит может вызываться бактериями, которые обычно ассоциируются с пневмонией, например, пневмококками. Также острый бронхит может возникать из-за аллергенов или раздражителей, включая табачный дым, загрязнённый воздух и пыль. Наиболее распространённый путь заражения в случае инфекции — воздушно-капельный, то есть вдыхание инфицированных капелек слюны при контакте с болеющим человеком (во время разговора, кашля, чихания, поцелуев).

### Патогенез
При остром бронхите инфекционного характера инфицированными оказываются клетки, выстилающие бронхи. Изначально инфекция обычно появляется в носу или горле, а затем распространяется и на бронхи. В ходе борьбы организма с инфекцией бронхи воспаляются и возникает кашель. Воспаление приводит к сужению воздухоносных путей, в результате чего могут возникнуть свистящее дыхание, ощущение сдавливания в грудине и одышка. Постепенно иммунная система побеждает инфекцию и состояние дыхательных путей приходит в норму.

### Течение болезни и прогноз
Острый бронхит обычно длится около 14 дней. Как и другие респираторные заболевания, бронхит может сопутствовать простуде или гриппу, или возникнуть как следствие, но может начаться и сам по себе, без видимого предварительного повода. Заболевание обычно начинается с непродуктивного (сухого) кашля, который может быть сильным, особенно ночью, и может тем самым лишать страдающего этой болезнью нормального сна и отдыха. Через несколько дней непродуктивный (сухой) кашель переходит в продуктивный (влажный) кашель, который может сопровождаться небольшим повышением температуры (симптомы лихорадки), усталостью, головными болями (симптомы интоксикации). Жар, недомогание, состояние усталости и апатии могут пройти всего через несколько дней, но кашель может длиться и несколько недель. Однако если облегчение не наступило, это свидетельствует о присоединении бактериальной инфекции. У некоторых людей кашель может тянуться до нескольких месяцев, так как заживление воспаления бронхиальных путей — медленный процесс.
Если кашель длится больше месяца, стоит обратиться за консультацией к специалисту-пульмонологу и выяснить, нет ли у раздражения дыхательных путей и кашля какой-либо другой причины, помимо воспаления.
Было высказано предположение, что вирусы или острый бронхит, вызванный некоторыми бактериями, могут приводить к хронической бронхиальной астме, однако этим данным нет подтверждений, а для выяснения действительно ли это так, требуются проспективные популяционные исследования.
Следует обязательно обратиться к врачу, если больной выкашливает вместе с мокротой кровь, чтобы исключить такие тяжёлые заболевания, как туберкулёз или рак лёгких.

### Лечение
В большинстве случаев острый бронхит вызывается вирусной, а не бактериальной инфекцией и обычно проходит сам собой в течение двух недель, но иногда может продолжаться от трёх до шести недель. Медикаментозное лечение обычно не назначается. В случае эпидемии гриппа и начала лечения не позже 48 часов от появления симптомов острого бронхита, врач может назначить противогриппозные препараты. Если требуется облегчение симптомов, могут назначаться бронхолитики, противовоспалительные или противокашлевые препараты.  
Антибиотики могут применяться при лечении бронхита, имеющего бактериальную природу, а иногда и в качестве вспомогательного средства при подозрении на возможные осложнения или сопутствующие заболевания. В случае приступообразного кашля из-за вероятного или подтверждённого коклюша требуется лечение антибиотиками из группы макролидов с изоляцией больного на 5 дней с момента начала лечения.  
В общем случае лечение может включать в себя отдых, обильное питьё (без кофеина и алкоголя, которые, наоборот, ведут к дегидратации) и применение жаропонижающих средств в случае необходимости. Также могут принести облегчение увлажнители воздуха, однако их необходимо регулярно чистить согласно инструкции производителя для предотвращения размножения бактерий или грибов в контейнере с водой. Поскольку воспалению бронхиальных путей, как правило, сопутствует и воспаление глотки, во время бронхита рекомендуется мягкая, неострая, не вызывающая раздражение горла пища.
Также рекомендуется избегать вдыхания раздражающих лёгкие веществ. Курильщикам рекомендуется не курить, а при воздействии загрязнённого воздуха или других раздражителей, таких как краска или чистящие средства, можно носить защитную маску. В случаях, когда холодный воздух на улице вызывает обострение кашля или усиливает одышку, может использоваться маска для лица, согревающая вдыхаемый воздух.

## Затяжной бактериальный бронхит
Впервые затяжной бактериальный бронхит был описан в 2006 году, с тех пор он получил признание и включается во всё большее количество руководств по хроническому кашлю у детей. Острый бронхит обычно проходит в течение 2—4 недель, затяжной бактериальный отличается от острого тем, что длится более 4 недель. Затяжной бактериальный бронхит у детей сопровождается хроническим влажным кашлем, но обычно протекает благоприятно, без осложнений со стороны ушей и носа. Дети при этом нормально растут и развиваются, а по шкале оценки качества жизни они не сильно отличаются от детей с хроническим кашлем из-за астмы или бронхиостаза. Как только кашель проходит, качество жизни возвращается к норме.
Диагноз основывается на влажном кашле длительностью более 4 недель и на подтверждённом наличии бактериальной инфекции нижних дыхательных путей либо на отсутствии других возможных причин хронического влажного кашля. При этом двухнедельный курс подходящих антибиотиков приводит к разрешению симптомов. Особенностью диагноза пока является то, что он может быть точно установлен лишь по окончании курса антибиотиков. Затяжной бактериальный бронхит может быть также определён как рекуррентный, если за год происходит более 3 повторяющихся эпизодов.
Бактериальный посев выявляет пневмококк, гемофильную палочку и M. catarrhalis, в одном исследовании также сообщалось о золотистом стафилококке. Рентгенографические снимки грудной клетки обычно в норме, но могут наблюдаться перибронхиальные изменения. Бронхоальвеолярный лаваж обычно показывает выраженную нейтрофилию, однако неизвестно, является ли это чрезмерным ответом на инфекцию. Общий анализ крови не показывает нейтрофилии или системного воспаления, в частности, в норме уровень C-реактивного белка. Лечение осуществляется подходящими антибиотиками, при этом минимальный курс составляет 2 недели, хотя некоторые клинические рекомендации предлагают более длительные курсы.

## Хронический бронхит
Бронхит считается хроническим, если кашель с выделением мокроты продолжается не менее трёх месяцев в году в течение двух лет и более. Хронический бронхит (ХБ) из-за курения сигарет или иных причин является самым распространённым хроническим неспецифическим заболеванием дыхательной системы и одной из наиболее распространённых причин хронического кашля среди обычного населения. Основные симптомы хронического бронхита: продолжительный кашель, развивающаяся одышка. Одна из характерных черт развития хронического бронхита — чередование острого состояния с ремиссией.  

### Этиология
Причиной хронического бронхита и хронической обструктивной болезни лёгких в развитых странах в 85 %—90 % случаев является курение. Невольное вдыхание табачного дыма (пассивное курение) также ассоциируется с хроническим продуктивным кашлем, а риск возрастает с увеличением времени ежедневного воздействия табачного дыма. К факторам риска для хронического бронхита также относят возраст, мужской пол, перенесённые в детстве респираторные инфекции, частные инфекции нижних дыхательных путей, воздействие раздражающих веществ на рабочем месте и бронхиальную астму. В редких случаях хронический бронхит может возникнуть из-за хронического гастроэзофагеального рефлюкса.
Примерно в 15 % случаев причиной хронического бронхита и хронической обструктивной болезни лёгких является воздействие раздражающих веществ на рабочем месте, однако врачи редко пытаются определить подобные причины. Диагноз профессионального хронического бронхита обычно пытаются установить при отсутствии других возможных причин. Сложность также заключается и в том, что люди нередко на работе курят или подвергаются воздействию пассивного курения, которое тоже способно приводить к хроническому бронхиту. В научной литературе продемонстрировано, что некоторые специфичные раздражители на рабочем месте могут вызывать симптомы хронического бронхита и обструкции, сравнимые с таковыми у людей с умеренным курением сигарет. В некоторых странах хронический бронхит возникает из-за ежедневного вдыхания дыма от сжигания дров во время готовки в условиях плохо проветриваемых помещений.

### Патогенез
В норме в воздухоносных путях всегда присутствует гелеобразная слизь, которая необходима для мукоцилиарного клиренса, у здоровых людей она перемещается мукоцилиарным клиренсом в гортанную часть глотки и незаметно проглатывается. Считается, что хронический бронхит является следствием повышенного выделения слизи бокаловидными клетками, что в свою очередь приводит к продуктивному кашлю. Повышенное выделение мокроты может происходить из-за воздействия на эпителиальные клетки, выстилающие дыхательные пути, различных токсичных или инфекционных раздражителей с последующей выработкой интерлейкина 8 (IL-8), колоностимулирующих факторов и других провоспалительных цитокинов, а также из-за увеличения размера и количества подслизистых желез одновременно с увеличением количества бокаловидных клеток на поверхности эпителия. У курильщиков с хроническим бронхитом обнаруживаются повышенные уровни определённых провоспалительных цитокинов, включая IL-8, IL-1, IL-6, фактор некроза опухоли-α, а также противовоспалительный IL-10. Во время обострений хронического бронхита их уровни оказываются более высокими. При этом образцы бронхиальной биопсии у курильщиков и у тех, кто курил в прошлом, имеют схожие воспалительные изменения, что свидетельствует о том, что хроническое воспаление может присутствовать постоянно, однажды возникнув.

### Обострения хронического бронхита
Люди с хроническим бронхитом чаще болеют острыми респираторными инфекциями, а при инфекциях верхних дыхательных путей у них повышается риск инфекции в нижних дыхательных путях. Инфекции, возникающие на фоне хронического бронхита, приводят к его обострению с усилением кашля и выделения мокроты, при этом может начаться выделение гнойной мокроты. Универсального общепринятого определения острого обострения хронического бронхита нет, в основном его диагностируют по усилению симптомов с гнойной мокротой и возможным возникновением или усилением одышки. Часто обострениям предшествуют симптомы верхних дыхательных путей, что тоже учитывается при диагностике. Обострением также считается острый трахеобронхит, однако такие заболевания как пневмония, лёгочная эмболия, обострения бронхоэкстазии, пневмоторакс и сердечная недостаточность являются отдельными заболеваниями и должны быть исключены при диагностике. Большинство случаев обострений хронического бронхита проходят сами по себе, однако значительно снижают качество жизни.
Примерно в трети случаев обострений обнаруживаются респираторные вирусы, в частности, риновирусы, коронавирусы, вирусы гриппа и парагриппа. Респираторные вирусные инфекции также могут предрасполагать к бактериальной суперинфекции, в частности, нарушая работу защитных механизмов иммунной системы, направленных против бактерий. Однако пока нет определённости, возникают ли бактериальные инфекции во время обострений сами по себе или из-за вирусной инфекции. У многих курильщиков и людей с хроническим бронхитом слизистые в норме колонизированы такими бактериями как пневмококк, M. catarrhalis и гемофильная палочка, эти же бактерии обнаруживаются и при обострениях, однако у пациентов с хронической обструктивной болезнью лёгких в мокроте во время обострений часто обнаруживаются следы новых штаммов ранее уже присутствовавших бактерий, что может свидетельствовать о возможной первопричинной роли бактерий, помимо вирусов.

### Лечение
Наиболее эффективным методом лечения является избегание вызывающих хронический бронхит раздражителей, включая табачный дым при курении или при пассивном воздействии и раздражающие вещества на рабочем месте, поскольку такие раздражители приводят к усилению кашля и выделения мокроты. Нерандомизированные исследования бросания курения показали, что у 94 %—100 % пациентов кашель проходит или исчезает после бросания, примерно у половины из них данные улучшения наблюдались в течение месяца после прекращения курения. 5-летнее рандомизированное исследование пациентов с лёгкой и средней степенью обструкции дыхательных путей The Lung Health Study, в котором 22 % участников полностью прекратило курить, у половины пациентов показало улучшение по части кашля и выделения мокроты в течение первого года после прекращения курения. У 90 % пациентов кашель прошёл к концу срока испытания. У пациентов же с тяжёлой степенью обструкции хронический кашель может сохраниться даже при избегании сигаретного дыма и других раздражителей.
Антибиотики рекомендуется применять при острых обострениях хронического бронхита, поскольку они могут помочь сократить длительность острого периода. При этом наиболее эффективны они при гнойной мокроте и более тяжёлом течении заболевания, при котором наблюдаются как усиление кашля и выделения мокроты, так и одышка. Пациентам же со стабильным течением заболевания антибиотики не рекомендованы из-за возможного появления устойчивости бактерий к антибиотикам и побочных эффектов. Доказательства пользы профилактики антибиотиками отсутствуют.
Для расширения просвета бронхов могут применяться бронхорасширяющие препараты, большинство из которых вводится посредством ингаляций. В тяжёлых случаях также могут применяться ингаляции стероидами для снятия воспаления. Нет доказательств эффективности пероральных кортикостероидов, отхаркивающих средств, постурального дренажа и физиотерапии, связанной с грудной клеткой.

## Бронхит, связанный с профессиональной деятельностью
Профессиональный бронхит может возникнуть у людей, работающих в условиях наличия определённых пылевых частиц, паров, дыма или веществ, витающих в воздухе, а их воздействие может усугубиться курением. К таким раздражителям относятся:
- асбест,
- уголь,
- хлопок,
- латекс,
- металлы,
- диоксид кремния (кремнезем),
- тальк,
- толуилендиизоцианат,
- туя складчатая.

Риску хронического бронхита подвержены работники сельского хозяйства, текстильной, бумажной, пищевой и химической отраслей промышленности. Более всего он выражен у курильщиков. Во многих промышленных предприятиях люди подвергаются воздействию кремнеземной пыли, которая в малых концентрациях может приводить к хроническому бронхиту, а в больших — к хронической обструктивной болезни лёгких или силикозу.
Лечение профессионального бронхита заключается в снижении раздражения. В этом может помочь хорошее проветривание рабочих помещений или ношение масок для уменьшения количества вдыхаемого раздражителя. В случае курильщиков потребуется прекратить курить. Некоторым людям может оказаться необходимым сменить место работы. Иногда случаи промышленного бронхита могут пройти сами собой, в других случаях могут использоваться противовоспалительные средства. В общем случае воздействие раздражающих веществ на рабочем месте ассоциируется с хроническим бронхитом, но прогноз может быть хорошим, если человек перестанет подвергаться воздействию раздражителей. Постоянное же воздействие раздражителей может привести к необратимым повреждениям лёгких, возможно развитие хронической обструктивной болезни лёгких. 

### Пылевой бронхит
Пылевой бронхит — хроническое профессиональное заболевание органов дыхания, возникающее в результате длительного вдыхания промышленной пыли в повышенных концентрациях и характеризующееся атрофическим и склеротическим изменением всех структур бронхиального дерева с нарушением моторики бронхов и наличием гиперсекреции. Профессиональное заболевание шахтёров.
Изучение профессиональной заболеваемости работников разных отраслей в СССР и РФ показало, что при том, как сейчас выбираются и используются средства индивидуальной защиты органов дыхания (в РФ), добиться эффективной профилактики профессиональных заболеваний с помощью этого «последнего средства защиты» удаётся исключительно редко.
В отечественной литературе до сих пор встречается диагноз хронического пылевого бронхита, однако в иностранной литературе данный термин заменён на понятие хронической обструктивной болезни лёгких, которая является эквивалентом пылевого бронхита.

## Эозинофильный бронхит
В норме в мокроте наблюдаются макрофаги с возможным небольшим количеством нейтрофилов, эозинофилы же обычно не присутствуют. Эозинофильный бронхит определяется наличием в мокроте эозинофилов с соотношением клеток более 2,5 %. Однако верхняя граница нормы в 2,5 % может оказаться меньше, поскольку в исследованиях, согласно которым было определено это значение, не исключались люди с аллергическим ринитом. 
Воспаление воздухоносных путей, связанное с эозинофилами, может возникнуть в результате воздействия веществ, к которым организм особо чувствителен. Ключевым цитокином, участвующим в патогенезе воспалительного процесса, является IL-5. Сообщалось об эозинофильном бронхите, спровоцированном аллергенами, химическими веществами на рабочем месте и лекарственными препаратами. Эозинофильный бронхит наблюдается примерно в 66 %—100 % случаев астмы, а также встречается в некоторых других клинических синдромах. В случаях изолированного хронического кашля он наблюдается при кашлевом варианте астмы, неастматическом эозинофильном бронхите и при атопическом кашле. У некоторых пациентов с хроническим кашлем и эозинофильным бронхитом наблюдается гастроэзофагеальный рефлюкс, что гипотетизирует его как возможную причину, при этом проявлением гастроэзофагеального рефлюкса является также эозинофильный эзофагит. 
Определить эозинофильный бронхит можно анализом индуцированной мокроты. Заболевание хорошо поддаётся противовоспалительному лечению кортикостероидами, путём их ингаляции. В случаях же хронического кашля или хронической обструктивной болезни лёгких с отсутствием эозинофилии в воздухоносных путях кортикостероиды обычно не помогают или оказывают слабый эффект. 

## Пластический бронхит
Пластический бронхит, также известный как фибринозный или псевдомембранозный,  является редким пульмонологическим заболеванием и характеризуется формированием в бронхах слепков, по консистенции напоминающих резину, которые отхаркиваются или обнаруживаются в дыхательных путях при бронхоскопии или хирургической операции. Заболевание известно на протяжении тысячелетий и может оказаться более распространённым, чем сообщается, поскольку многие врачи не знакомы с ним и могут не распознать случаи с лёгким течением. Слепки могут возникать в любой части трахеобронхиального дерева. По форме слепки обычно цилиндрические, похожие на спагетти или макароны, могут разветвляться, а по цвету — бледно-серые или зеленовато-белые, при наличии же крови приобретают коричневый цвет.
Возникает пластический бронхит преимущественно на фоне сопутствующих лёгочных или сердечных патологий и ассоциируется с более чем 20 различными заболеваниями, в число которых входят астма, туберкулёз, аллергический бронхолёгочный аспергиллёз, бронхоэкстазия, муковисцидоз, серповидноклеточная анемия, амилоидоз и ревматоидный артрит. Современные исследования чаще всего рассматривают пластический бронхит, возникающий в качестве осложнения после паллиативной хирургической операции Фонтена примерно в 1 %—4 % случаев. При пластическом бронхите, ассоциируемом с врождённым пороком сердца или аномалиями в лимфатической системе, причиной заболевания является ненормальная работа лимфатических сосудов лёгких, в результате чего лимфа дренируется в просвет бронхов, для подобных случаев предложен диагноз лимфатического пластического бронхита. Нелимфатический пластический бронхит обычно ассоциируется с эозинофилами и кристаллами Шарко-Лейдена. В случаях, когда не удаётся определить причину заболевания, ставится диагноз идиопатического пластического бронхита.
Бронхиальные слепки бывают двух типов: воспалительные (тип I) и бесклеточные (тип II). Бесклеточные характерны для больных, перенёсших операции в связи с пороком сердца. Они часто содержат в себе большое количество муцина, но, в отличие от полимеров муцина в нормальный слизи, между соседними нитями муцина наблюдается много перекрёстных сшивок, количество же фибрина обычно небольшое. Воспалительные слепки характерны для лёгочных заболеваний и состоят в основном из фибрина, эозинофильных инфильтратов и небольшого количества муцина. 
Пластический бронхит обычно проходит сам по себе или поддаётся лечению с хорошим прогнозом. В случае формирования бесклеточных слепков по сравнению с воспалительными прогноз обычно хуже, смертность среди пациентов с врождёнными заболеваниями сердца может достигать 29 %, в случае же угрозы для жизни — до 41 %. Лечение пластического бронхита направлено на лежащее в его основе пульмонологическое нарушение, а также на удаление или облегчение отхождения слепков из бронхов. Поскольку заболевание редкое, многие терапии основываются на единичных примерах лечения. В случае лимфатического пластического бронхита обычно помогает удаление отдельных лимфатических сосудов. Для нелимфатического пластического бронхита, связываемого с эозинофилами, наиболее предпочтительной терапией считается удаление слепков после противовоспалительной терапии кортикостероидами.

## История
Название бронхиту дал британский врач Чарлз Бэдхэм, предложивший в 1808 году данный термин к использованию, а уже в 1810 году термин был одобрен в Германии. Бэдхэм предложил выделить три формы бронхита: брет. acuta (острый), брет. chronica (хронический) и брет. asthenica (взамен на тот момент известному в Великобритании заболеванию — брет. peripneumonia notha). Он определял заболевание как воспаление слизистой оболочки бронхов, которая покрывает их внутреннюю часть. По своей сути предложенная им концепция заключалась в делении воспаления на острое, хронической и промежуточное. Хронический бронхит Бэдхэм определил в 1814 году как кашель, сохраняющийся в течение многих недель или месяцев, с выделением вязкой мокроты и затруднённым дыханием. Он охарактеризовал заболевание как инвалидизирующее, а его общая характеристика хронического бронхита вполне удовлетворяет и современным определениям данного заболевания, в отличие от двух других описанных им форм. Одной из причин острого бронхита в те времена считалось воздействие холода.
В конце XIX века в Великобритании начали проводить исследования смертности, связанной с бронхитом, а сам бронхит в те времена называли «британской болезнью». Смертность от хронического бронхита среди бедных слоёв населения оказалась выше в 4—5 раз, однако тогда высокую смертность связывали не с курением, а с более плохим развитием лёгких у тех детей, которые родились в условиях бедности. Связь смертности с курением в те времена удалось точно установить у мужчин, которые курили трубку. Курение же сигарет началось лишь с 1890-х годов, когда в США начали их промышленное производство, но вероятной причиной развития хронического бронхита и эмфиземы курение сигарет не считалось вплоть до Второй мировой войны. После 1960 года пришло осознание того, что курение является ключевым фактором развития хронического бронхита и эмфиземы.
В 1960-х годах в англоязычной литературе возникло понятие хронической обструктивной болезни лёгких. Считается, что термин был использован в 1965 году профессором Уильямом Бриско, который всю жизнь курил и последние годы своей жизни страдал от рака гортани. Раньше для описания хронической обструктивной болезни лёгких мог использоваться диагноз «хронический бронхит». В 1986 году согласно соглашению Американского торакального общества хронический бронхит и эмфизема были определены как компоненты хронической обструктивной болезни лёгких, которая стала более предпочтительным диагнозом. Позднее в руководствах Глобальной инициативы по хронической обструктивной болезни легких (GOLD) было дано другое определение заболеванию как обструкции дыхательных путей, которая не может быть полностью излечена или прогрессирует, без включения в состав заболевания хронического бронхита.